# Động cơ điện

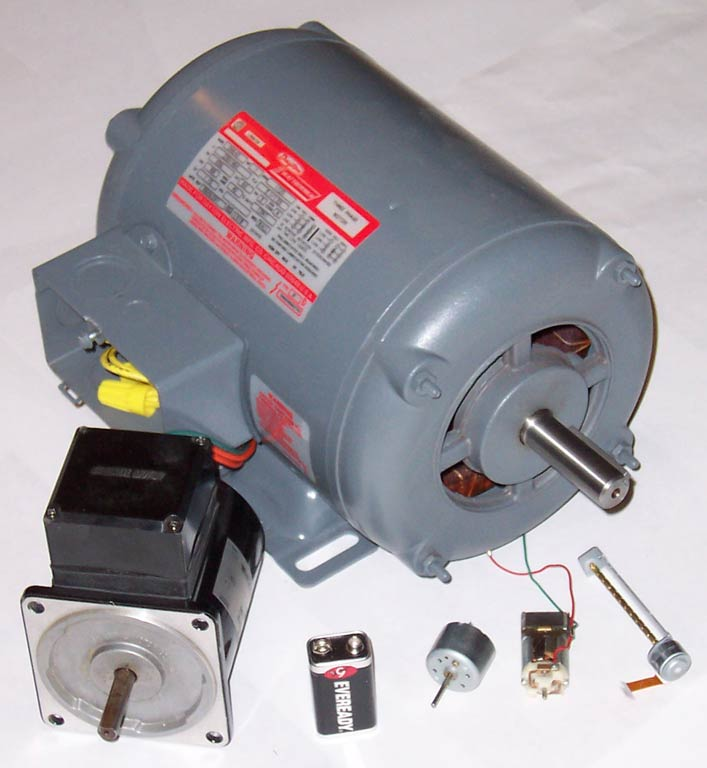
Động cơ điện với các kích thước khác nhau

Động cơ điện là một loại máy điện biến đổi điện năng thành cơ năng . tạo ra chuyển động quay tròn
Hầu hết các động cơ điện hoạt động thông qua sự tương tác giữa từ trường của động cơ và dòng điện trong cuộn dây để tạo ra lực (dưới dạng mô men xoắn hoặc lực tuyến tính) tác dụng lên trục động cơ. Ngược lại với động cơ điện chính là máy phát điện. Chúng là loại máy điện biến đổi cơ năng thành điện năng. Máy phát điện có hai loại, đó chính là máy phát điện xoay chiều (alternator) và máy phát điện một chiều (dynamo).
Điện có thể được cấp cho động cơ từ nguồn điện một chiều (như pin, ắc quy) hoặc nguồn điện xoay chiều (như điện lưới, biến tần hoặc máy phát điện).
Có nhiều cách để phân loại động cơ điện. Người ta có thể dựa vào nguồn điện, cấu tạo, ứng dụng và loại chuyển động đầu ra,... để phân loại chúng.

## Lịch sử phát triển
- Năm 1820: nhà hóa học Đan Mạch Hans Christian Ørsted phát hiện ra hiện tượng điện từ.
- Nguyên lý chuyển đổi từ năng lượng điện sang năng lượng cơ bằng cảm ứng điện từ được nhà khoa học người Anh là Michael Faraday phát minh năm 1821. Ông công bố kết quả thí nghiệm của ông về chuyển động quay điện từ, gồm chuyển động quay của dây dẫn trong từ trường và chuyển động của nam châm quanh 1 dây dẫn
- Năm 1822: Peter Barlow phát triển ra bánh xe Barlow
- Năm 1828: động cơ điện đầu tiên sử dụng nam châm điện cho cả rotor và stator được phát minh bởi Ányos Jedlink (nhà khoa học người Hungary), sau đó ông đã phát triển động cơ điện có công suất đủ để đẩy được một chiếc xe.
- Năm 1834: Thomas Davenport chế tạo ra động cơ chỉnh lưu
- Năm 1838: động cơ điện công suất 220 W được dùng cho thuyền chế tạo bởi Hermann Jacobi
- Năm 1866: Werner von Siemens sáng chế ra máy phát điện

## Nguyên tắc hoạt động

Stator và rotor của một động cơ điện 3 pha

Hai bộ phận chính của một động cơ điện bao gồm: bộ phận đứng yên (được gọi là stator) và bộ phận chuyển động (được gọi là rotor). Khi cuộn dây trên stator (với các động cơ điện không đồng bộ) hoặc trên cả stator cũng như rotor (với các động cơ đồng bộ) được cấp điện thì xung quanh nó tồn tại các từ trường, sự tương tác từ trường giữa stator và rotor tạo ra chuyển động (có thể là chuyển động quay hoặc chuyển động tịnh tiến) của rotor. Chuyển động này được dẫn tới các cơ cấu chấp hành (như các bộ truyền, trục làm việc, ...) thông qua trục động cơ.
Phần lớn các động cơ điện hiện nay là các động cơ điện từ tính. Tuy nhiên, vẫn có những động cơ điện không phải là các động cơ điện từ tính được sử dụng, ví dụ như là động cơ tĩnh điện (hoạt động dựa trên lực hút và lực đẩy của điện tích) và động cơ áp điện (hoạt động dựa trên sự thay đổi hình dạng của khối vật liệu áp điện khi có điện trường tác dụng lên khối), nhưng chúng không được sử dụng phổ biến bằng các động cơ điện từ tính bởi các nguyên nhân như: có cấu tạo quá khác thường, chi phí sản xuất cao, khó sửa chữa, ... Nguyên lý cơ bản mà các động cơ điện từ tính dựa vào là có một lực Lorentz xuất hiện trên một cuộn dây có dòng điện chạy qua nằm trong một từ trường và nó vuông góc với cả cuộn dây cũng như từ trường.

## Điều khiển động cơ điện
Để điều khiển động cơ điện thì người ta có nhiều phương pháp khác nhau, tùy thuộc vào loại động cơ và tốc độ hoạt động của nó. Đối với các động cơ điện có tốc độ hoạt động cố định thì người ta thường cấp nguồn trực tiếp cho động cơ, hoặc qua bộ khởi động mềm (với các động cơ điện xoay chiều có quán tính mở máy lớn). Còn đối với các động cơ điện có tốc độ hoạt động thay đổi thì người ta có thể sử dụng các phương pháp như: điều chỉnh điện áp cấp vào các cực, điều chế độ rộng xung (với các động cơ điện một chiều), hay sử dụng các thiết bị điều khiển tốc độ chuyên dụng như biến tần hoặc bộ điều khiển tần số thay đổi (Variable-Frequency Drive, VFD), ... (với các động cơ điện xoay chiều).

## Phân loại
- Động cơ không đồng bộ
- Động cơ đồng bộ
- Động cơ điện xoay chiều
- Động cơ điện một chiều
  1. Động cơ điện một chiều kích thích bởi nam châm vĩnh cửu
  2. Động cơ điện một chiều kích thích bởi dòng điện
- Động cơ bước
- Động cơ giảm tốc
- Động cơ rung
- Động cơ Servo

## Ứng dụng
Hiện nay, động cơ điện được sử dụng cực kì rộng rãi trong hầu hết mọi lĩnh vực của đời sống hàng ngày, từ các thiết bị cơ điện gia dụng trong các hộ gia đình, cho đến các máy móc dùng trong ngành sản xuất và xây dựng, cũng như một số phương tiện giao thông và các thiết bị vận chuyển, với sự đa dạng về mẫu mã, chủng loại, thương hiệu và kích thước. Động cơ điện được xem như là một trong những biểu tượng vĩ đại nhất của quá trình "điện khí hóa" lĩnh vực sản xuất (cùng với đèn điện) diễn ra trong cuộc Cách mạng công nghiệp lần thứ hai. Chúng thay thế cho các hệ thống dẫn động bằng dây đai từ các máy hơi nước (hoặc các bánh xe nước) tới các máy làm việc trong các phân xưởng sản xuất, góp phần nâng cao năng suất lao động, tăng cường sức khoẻ cho người công nhân, giảm thời gian cũng như chi phí xây dựng nhà máy, ...